# Anneliese Umlauf-Lamatsch
Anneliese Umlauf-Lamatsch (* 6. März 1895 auf Schloss Hermsdorf; † 18. März 1962 in Wien; geborene Anna-Louise Lamatsch Edle von Waffenstein) war eine österreichische Schriftstellerin.

## Werdegang
Umlauf-Lamatsch arbeitete als Lehrerin und Autorin. Schwerpunkt ihres schriftstellerischen Schaffens sind 40 teilweise mehrfach aufgelegte Bücher. Zu den bekanntesten Titeln gehört das 1930 erschienene Kinderbuch Die Schneemänner.
Die jüngere Fachrezeption befasst sich kritisch mit Umlauf-Lamatschs Werken als Ideologieträger des Nationalsozialismus während der Kriegsjahre.
Umlauf-Lamatsch wurde 1958 als erster Jugendschriftstellerin Europas der Berufstitel Professor verliehen. Sie verstarb am 18. März 1962 im St.-Josef-Krankenhaus in Wien-Hietzing. Ihr Grab befindet sich auf dem Wiener Zentralfriedhof (Gruppe 46A, Reihe 15, Nr. 20).
Umlauf-Lamatsch war die Mutter der Schauspielerin, Ballett-Tänzerin, Autorin, Regisseurin und Produzentin Ellen Umlauf.

## Werke (Auswahl)
- Mein erstes Geschichtenbuch. Erzählungen, Märchen und Gedichte. (1927)
- Schnick, Schnack, Schnuck. Die Hutzelmännlein. (1927)
- Die Schneemänner (1930)
- In der Heimat der Blumen (1932)
- Die neun Kegel (1932)
- Der kleine Peter in der Katzenstadt (1933)
- Die Steinzwerge und ihre schwarze Stadt (1935)
- Gucki, das Eichkätzchen und sein Wald (1937)
- Hannerl in der Pilzstadt (1941)
- Pampf der Kartoffelkäfer (1943)
- Nixis Erlebnisse im Waldsee (1946)
- Putzi das Teufelchen (1949)
- "Das grüne Schloß"  (1950)
- Das Puppelinchen (1951)
- Puppelinchens Erlebnisse und Abenteuer (1953)
- Die drei Hasenkinder (1954)
- Mixtebix der Kräuterdoktor (1956)